# Guillaume III de Royn
Pour les articles homonymes, voir Guillaume III et Guillaume de Royn.
Guillaume de Royn (Roin), mort vers 1301, est un évêque et prince de Grenoble, issu de la famille de Royn, de la toute fin du XIIIe siècle et au début du siècle suivant, sous le nom de Guillaume III.
L'abbé Louis Boisset (1973) mentionne en note de bas de page : « [Maignien] corrige les travaux antérieurs, tel Haureau, Gallia Christiana ; [où] on confondait trois évêques se succédant et se nommant Guillaume », Guillaume II de Sassenage (1266- 1281/88), Guillaume III Royn (1281-1301/02) et Guillaume IV de Royn (1302-1337). Ce dernier est absent des catalogues anciens.

## Biographie

### Origines
Guillaume de Royn (Guillelmus III de Roino,) est issu d'une famille noble du Dauphiné, les Royn, selon l'abbé Louis Boisset (1973). La famille apparait sous la forme « Roin » dans l'Armorial de Dauphiné (1867). Son auteur indique qu'il s'agit d'une « Très-ancienne famille de Sassenage ».
Il est l'oncle de son successeur Guillaume IV de Royn.

### Épiscopat
Guillaume de Royn est élu évêque et prince de Grenoble vers 1281, prenant le nom de Guillaume III. Tant Edmond Maignien (1870) que le Regeste dauphinois (1914) indiquent que la première mention du prélat est une charte  du 13 janvier, avec une année oscillant entre 1281/82.
L'historien Auguste Prudhomme, auteur d'une Histoire de Grenoble (1888), résume son épiscopat, qui durera une vingtaine d'années, ainsi « un pouvoir affermi et des domaines agrandi par son habile administration ». L'évêque obtient des seigneurs de Briançon et de Bocsozel l'ensemble de leurs droits aux portes de Grenoble, c'est-à-dire sur les paroisses de Gières, Venon, Saint-Martin-d'Hère et Eybens, au cours de la période 1281 et 1288.
C'est au cours de son épiscopat que les Dominicains s'implantent dans la cité de Grenoble, obtenant plusieurs biens de l'évêque pour leur installation et leur croissance,.
Il participe au concile provincial d'octobre 1289, à Vienne, présidé par l'archevêque Guillaume de « Livron »,.
Il est à l'origine de statuts, rédigés et promulgués en 1298,. Guillaume IV les confirmera et les complètera en 1306.

### Mort et succession
Guillaume de Royn meurt « vers la fin 1301, après un épiscopat de vingt ans », selon l'historien Prudhomme (1888). Ulysse Chevalier (1868) plaçait l'année de sa mort en 1302, tout comme Boisset (1973).
Dans le Regeste dauphinois (1914), aucun acte ne mentionne la mort du prélat toutefois, son neveu et successeur, Guillaume IV de Royn, l'est dans un acte du 21 juin 1302, où il est précisé « Guillaume, après sa consécration comme évêque de Grenoble ».